# Маунтин Вју (Арканзас)
Маунтин Вју (енгл. Mountain View) град је у америчкој савезној држави Арканзас.

## Демографија
По попису из 2010. године број становника је 2.748, што је 128 (-4,5%) становника мање него 2000. године.
| Група             | 2000.         | 2010.         |
| Белци             | 2.755 (95,8%) | 2.650 (96,4%) |
| Афроамериканци    | 0 (0,0%)      | 5 (0,2%)      |
| Азијати           | 0 (0,0%)      | 14 (0,5%)     |
| Хиспаноамериканци | 49 (1,7%)     | 39 (1,4%)     |
| Укупно            | 2.876         | 2.748         |